# Alejo Vera y Estaca
Alejo Vera y Estaca (Viñuelas, 14 de juliol de 1834-Madrid, 4 de febrer de 1923) va ser un pintor romàntic espanyol, un dels més destacats de la segona meitat del segle xix a Espanya, va ser molt respectat i reconegut per la seva obra artística, especialment per les seves obres de tema històric, i l'exercici de la docència.

## Caràcter i estil
Al llarg de la seva vida sempre com a artista va ser un dels pintors més destacats de segona meitat del segle xix a Espanya, molt respectat i reconegut per la seva obra artística i la seva tasca docent. S'ha destacat d'ell la seva genialitat pictòrica, la seva faceta humil i bondadosa en la banda personal i, finalment, el seu caràcter de pintor arqueòleg, que el van portar a realitzar obres de tema històric molt ben documentades, un dels seus vessants més destacats. D'altra banda, Manuel Ossorio afirma que Vera anava en contra del moviment realista, que aleshores s'estava fent un lloc en el món de l'art. A la seva època la seva obra va ser qualificada de ser contenidora de més poesia que de veracitat, algunes d'elles amb un caràcter eminentment religiós, i traces que marquen una severitat de línies, harmonia de color i una composició senzilla que no eludeix qualsevol mena de detall inútil.

## Biografia

### Primers anys
Nascut a Viñuelas, a la comarca de La Alcarria (Guadalajara) el 14 de juliol de 1834, estudis elementals a l'escola públics i els seus mestres quan van veure els seus dots innats per al dibuix, van aconsellar enviar-lo a estudiar a Madrid i sol·licitar una beca, que va ser concedida per la Diputació Provincial de Guadalajara, el que va permetre'l iniciar els seus estudis artístic l'Escola de Belles Arts de San Fernando de Madrid i, posteriorment, va continuar la seva formació al taller de Federico de Madrazo.
Després va traslladar-se a Itàlia, on va quedar meravellat amb les restes de ciutat romana de Pompeia, un fet que va plasmar en obres posteriors. D'altra banda, a Espanya havia presentat a l'Exposició Nacional de Belles Arts el 1856 i 1858 les obres La poesia, que va obtenir una menció honorífica, i Gai Grac acomiadant-se de la seva família, respectivament. Mentre era a Itàlia va pintar l'Enterrament de sant Llorenç, que va enviar també a l'Exposició Nacional de 1862, que va quedar premiada amb una de les medalles de primera classe, tant va destacar que el govern espanyol va adquirir aquesta obra per al Museu del Prado. El mateix premi va obtenir el 1866 amb l'obra Santa Cecília i Sant Valerià, també adquirit pel govern.

### Maduresa
Entre 1874 i 1878 va ser professor a l'Escola de Belles Arts de San Fernando, mentre hi exercia va pintor el sostre del menjador de la Cambra de Comerç i Indústria de Madrid sota el tema Al·legoria de l'Abundància. El 1878 va obtenir un lloc com a pensionat de mèrit a la Reial Acadèmia d'Espanya a Roma, on va pintar un dels quadres més cèlebres basat en temàtica històrica, El darrer dia de Numància, que li va merèixer guanyar una nova medalla de l'Exposició Nacional el 1881. Com la resta de pensionats a Roma, va estar integrat en l'equip que va realitzar els treballs de decoració de la basílica de San Francisco el Grande de Madrid, però més tard va ser exclòs del projecte, pel que de la seva mà només hi ha l'obra El miracle de les roses, basat en un episodi de la vida de sant Francesc.
Anys més tard, el 25 d'agost de 1891 va ser nomenat director de l'Acadèmia d'Espanya a Roma, càrrec que va assumir el 17 d'octubre de 1892 i que va ocupar durant sis anys, com estava establert el reglament. Abans de la presa de possessió, però, el 26 de juny de 1892 va llegir el discurs de recepció de la Reial Acadèmia de Belles Arts de San Fernando titulat Realismo y Naturalismo en la pintura y sus diferencia e importancia comparados con el Idealismo. A Roma, va realitzar correctament les seves funcions com a director, i durant la permanència en el càrrec es va aprovar un nou reglament per a l'acadèmia.
Finalitzat el seu mandat, va tornar a Madrid a finals de 1898 on va continuar exercint la docència. Va morir al seu domicili de la capital espanyola el 4 de febrer de 1923.

## Llegat
Malgrat haver estat un dels pintors més destacats del moment, després de la seva mort va quedar en l'oblit. L'any 2010 l'Obra Social y Cultural de Caja de Guadalajara va recuperar la figura del pintor amb l'elaboració d'un llibre i catàleg de la seva obra pictòrica i la inauguració d'una exposició que va estar oberta entre octubre de 2010 i abril de 2011. Altres obres es conserven al Museu del Prado, de les més destacades són Numància i l'Enterrament de sant Llorenç.